# 1,2-Dichlorethen
1,2-Dichlorethen ist eine chemische Verbindung aus der Gruppe der chlorierten Alkene, die in Form zweier cis-trans-Isomere auftritt. Es ist außerdem isomer zu 1,1-Dichlorethen.

## Gewinnung und Darstellung
1,2-Dichlorethen kann durch die Chlorierung von Acetylen oder durch Reduktion von 1,1,2,2-Tetrachlorethan hergestellt werden.
Es ist auch ein Nebenprodukt der Herstellung anderer chlorierter C2-Kohlenwasserstoffe wie Trichlorethylen.

## Vorkommen
1,2-Dichlorethen entsteht natürlich unter anaeroben Bedingungen bei entsprechender Umweltbelastung aus Tetrachlorethen und Trichlorethen infolge reduktiver Dehalogenierung durch autochthone Mikroben, wobei in geringer Menge auch 1,1-Dichlorethen entsteht.

## Eigenschaften
1,2-Dichlorethen ist eine leichtflüchtige, leicht brennbare Flüssigkeit mit einem sehr starken Geruch und kann deshalb schon in kleinsten Dosen (≈ 15 ppm) wahrgenommen werden. Das unstabilisierte Produkt kann polymerisieren.

## Verwendung
1,2-Dichlorethen wird als Lösungsmittel für Wachse, Harze, Fette, Lacke und Polymere, sowie als Ausgangsstoff zur Produktion von anderen Lösungsmitteln und chlorierten Verbindungen eingesetzt.

## Sicherheitshinweise
1,2-Dichlorethen ist leicht brennbar; die Dämpfe wirken narkotisierend und bilden mit Luft ein explosives Gemisch (Flammpunkt 2 °C, Zündtemperatur 460 °C).